# عمر العقربی
عمر العقربی (عربی: عمر العقربي؛ زادهٔ ۲۶ اوت ۱۹۹۲) بازیکن والیبال اهل تونس است.